# Camponotus bituberculatus
Camponotus bituberculatus é uma espécie de inseto do gênero Camponotus, pertencente à família Formicidae.